# Front des activistes lituaniens

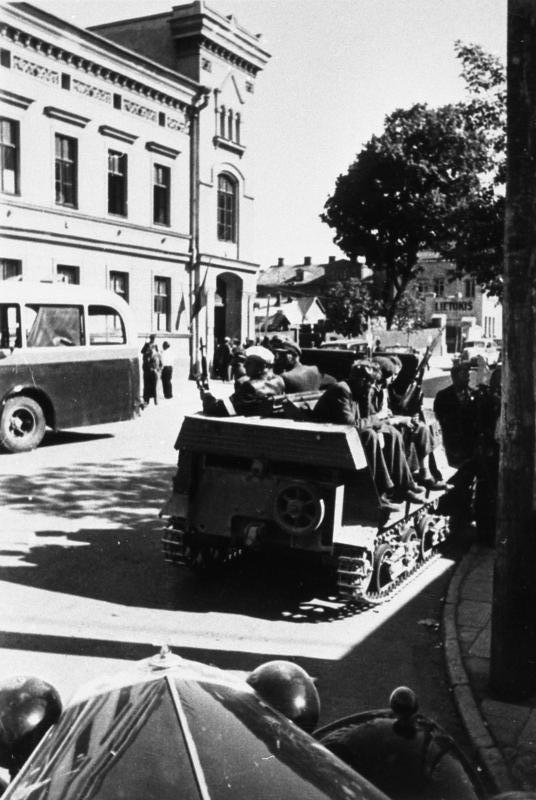
Groupe d'activistes armés à Kaunas.

Le Front des activistes lituaniens (en lituanien : Lietuvių aktyvistų frontas) est une organisation nationaliste fondée le 17 novembre 1940 par Kazys Škirpa après l'invasion de la Lituanie par l'URSS, à la suite du pacte germano-soviétique. Son but est de ré-instaurer l'indépendance du pays,. Elle organise une insurrection contre le pouvoir soviétique en juin 1941 et met en place un éphémère gouvernement provisoire. Celui-ci se disloque rapidement et le Front est interdit par les autorités nazies, à l'origine plutôt favorables à son égard, en septembre 1941.
Le rôle du Front reste controversé en raison de ses positions antisémites et anti-polonaises et de sa collaboration avec les nazis, notamment dans le cadre de la destruction des Juifs de Lituanie.